# Нижний Нар
Ни́жний На́р (осет. Дæллаг Нарæ) — село в Ирафском районе Республики Северная Осетия-Алания. Входит в состав Задалеского сельского поселения. 

## География
Расположено в юго-западной части республики, на правом берегу реки Урух. Находится в 2 км к северо-востоку от центра сельского поселения Мацута, в 33 км к югу от Чиколы и в 100 км к юго-западу от Владикавказа. 
Средние высоты на территории села составляют 1240 метров над уровнем моря.

## Население
| 2002 | 2010 | 2021 |
| ---- | ---- | ---- |
| 29   | ↘21  | ↘17  |

## Известные уроженцы
- Сабанов Хаджумар Тазеевич (1929–2016) — советский и российский живописец, народный художник Северной Осетии.

## Достопримечательности
Близ сёл Задалеск и Нар находятся три могильника III—V веков — объект культурного наследия федерального значения (археология)

## Транспорт
Относится к местностям с низкой транспортной освоенностью и ограниченными сроками транспортной доступности (Закон Республики Северная Осетия-Алания от 21.01.1999 № 3-з «О труднодоступных и отдаленных местностях Республики Северная Осетия-Алания»).